# Едгар Иро
Едгар Ричардсон Иро (енгл. Edgar Richardson Iro; 18. новембар 2000) соломонски је пливач чија специјалност су спринтерске трке слободним и делфин стилом. 

## Спортска каријера
Међународну спортску каријеру започео је током 2019. учешћем на Отвореном првенству Сингапура, а потом и наступом на светском првенству у корејском Квангџуу. У Квангџуу је Иро наступио у квалификационим тркама на 50 делфин (82. место) и 100 слободно (113. место).